# Liste der Stolpersteine in Berlin-Borsigwalde
Die Liste der Stolpersteine in Berlin-Borsigwalde enthält die Stolpersteine im Berliner Ortsteil Borsigwalde im Bezirk Reinickendorf, die an das Schicksal der Menschen erinnern, die im Nationalsozialismus ermordet, deportiert, vertrieben oder in den Suizid getrieben wurden. Die Spalten der Tabelle sind selbsterklärend. Die Tabelle erfasst insgesamt fünf Stolpersteine und ist teilweise sortierbar; die Grundsortierung erfolgt alphabetisch nach dem Familiennamen.
| Bild | Name          | Standort              |      | Verlegedatum       | Leben |
| ---- | ------------- | --------------------- | ---- | ------------------ | --- |
|      | Anna Becker   | Schubartstraße 61     | Lage | 7. Juni 2013       | |
|      | Emil Becker   | Schubartstraße 61     | Lage | 7. Juni 2013       | |
|      | Hans Schulz   | Ernststraße 94        | Lage | 6. März 2009       | Hans Schulz, geb. 27. Juli 1898, war Dreher bei Ludwig Loewe & Co. in Moabit. Als Mitglied der Saefkow-Jacob-Bästlein-Organisation wurde er am 27. September 1944 verhaftet und am 20. April 1945 im Zuchthaus Brandenburg hingerichtet. |
|      | Olena Wegera  | Holzhauser Straße 121 | Lage | 24. September 2016 | Stolperstein am 24. September 2016 ausgetauscht aufgrund aktueller Rechercheerkenntnisse |
|      | Olena Wixibra | Holzhauser Straße 121 | Lage | 22. August 2006    | Olena Wixibra, geb. 11. November 1907, kam als Zwangsarbeiterin nach Deutschland. Sie wurde am 8. Juli 1944 in der Heil- und Pflegeanstalt Obrawalde ermordet.                                                                           |